# Tillangchong
Pour les articles homonymes, voir Île de Man.
Tillangchong est une île de l'archipel des Nicobar dans le Golfe du Bengale rattachée au groupe des îles du Centre.

## Géographie
Tillangchong mesure 16,2 km de longueur et environ 2 km de largeur maximales pour une superficie de 16,84 km2. Elle est distante de 25 kilomètres au nord de l'île de Camorta et de 50 kilomètres à l'est de Teressa.